# Robert Åhman Persson
Robert Hans Folke Åhman Persson (Uppsala, 26 marzo 1987) è un ex calciatore svedese, di ruolo centrocampista.

## Carriera
Cresciuto nel Bälinge IF, tra il 2004 e l'estate 2007 colleziona le sue prime 15 presenze in Allsvenskan con la maglia dell'AIK. Nel frattempo Åhman Persson aveva anche trascorso la stagione 2006 in Superettan al Väsby IK.
Nel luglio 2007 viene ceduto ai danesi del Viborg, con i quali disputa la Superligaen 2007-2008 prima di tornare in Svezia con il passaggio al Malmö FF nell'estate 2008. A Malmö rimane circa due anni solari, nel luglio 2010 infatti fa ritorno all'AIK rimanendo per altre tre stagioni e mezzo.
Nel 2014 abbandona i nerogialli per accasarsi all'Örebro, club appena ritornato nella massima serie. Tre anni più tardi, passa a titolo gratuito ai portoghesi del Belenenses.
Torna a giocare nell'Allsvenskan svedese ufficialmente a partire dal 15 luglio 2018, quando viene tesserato dal Sirius alla riapertura della finestra estiva del calciomercato svedese. Nell'Allsvenskan 2019 tuttavia gioca solo le prime tre partite, poi deve fare i conti con i problemi al ginocchio e non scende più in campo. Nel maggio del 2020, in un'intervista, comunica che le condizioni del ginocchio non gli consentono più di giocare con il Sirius nonostante i tentativi di recupero e più di un anno di riabilitazione, e annuncia il ritiro a 33 anni.

## Palmarès
- Campionato svedese: 1

Malmö: 2010